# Vasco da Conceição
Vasco Pereira da Conceição (Bombarral, 26 de Fevereiro de 1914 — 7 de Maio de 1992) foi um escultor e professor português. 

## Biografia / Obra

Sugestão humana III, c. 1961, freixo, 100 cm

Adormecida, c. 1957, bronze, 55 cm

Em 1930 expôs pela primeira vez trabalhos de escultura e executou a sua primeira obra pública (Monumento à Aviação, Bombarral).  Frequentou a Escola de Belas Artes do Porto e, depois, a Escola de Belas-Artes de Lisboa (EBAL), onde concluiu o curso de escultura (1946). Ainda estudante, colaborou com os escultores Leopoldo de Almeida e Canto da Maia na Exposição do Mundo Português (1940). Em 1942 foi-lhe atribuída a Bolsa «Ventura Terra» (EBAL). Foi bolseiro da Fundação Calouste Gulbenkian em Paris (1958).
A sua obra emergiu no quadro de afirmação da corrente neorrealista nacional, tendo participado, em 1945, na IX Missão Estética de Férias em Évora (organizada pela Academia Nacional de Belas-Artes) e em todas as Exposições Gerais de Artes Plásticas, (SNBA, 1946-1956). Destaque-se ainda a sua participação na II Bienal de S. Paulo (1953), na Exposição Internacional de Bruxelas (1958), onde lhe foi atribuída uma medalha de ouro, e na I e na II Exposições de Artes Plásticas da Fundação Calouste Gulbenkian (1957; 1961).
Nas suas obras escultóricas figurativas, em geral de pequena escala, aproximou-se das soluções formais de Henry Moore. Viria também a realizar esculturas de pendor abstratizante, como por ocasião da sua participação na II Exposição de Artes Plásticas da Fundação Calouste Gulbenkian (1961).
Entre outras distinções, obteve diversas medalhas em Salões da SNBA, Lisboa; em 1955 venceu o 1º Prémio Soares dos Reis; venceu ainda, por duas vezes, o 2º Prémio Soares dos Reis (1949; 1954).
Vasco da Conceição foi professor de desenho e educação visual do ensino secundário e da Escola António Arroio. Foi casado com a escultora Maria Barreira, tendo ambos legado os respetivos espólios artísticos ao concelho do Bombarral. Em sua homenagem, o museu que hoje acolhe as suas obras denomina-se Museu Municipal de Bombarral – Vasco P. da Conceição/Maria Barreira.